# Simon Grundel-Helmfelt
Simon Grundel, senare Grundel-Helmfelt, född 25 september 1617 i Stockholm, stupad 14 juli 1677 i slaget vid Landskrona, var en svensk friherre, riksråd och militär.

## Härkomst och tidig karriär (1617–1640)
Simon Grundel föddes av rådmannen och borgmästaren i Stockholm Jacob Grundel den äldre, adlad Grundel, och Elisabeth Depken. Hans yngre halvbror Jacob Grundel (den yngre) var också militär och sedermera landshövding.
Grundel började sin karriär inom diplomatin när han 1634 medföljde dåvarande ambassadören Johan Skytte till England. 1637 antogs han sedan som kanslist hos Silfvercrona och tjänstgjorde då i Holland fram till 1640. Här väcktes hans militära intressen och han studerade fortifikation och bedrev underrättelseverksamhet för den svenska staten.

## Trettioåriga kriget (1641–1654)
Från 1641 anslöt sig Grundel hos fältmarskalk Lennart Torstenssons armé i Tyskland under det Trettioåriga kriget. Han tänkte först arbeta med fortifikation men inom kort fick han uppgifter som chef i fält som snabbt gav honom befordringar och ökad lön. Han utmärkte sig i slaget vid Leipzig 1642, blev kapten vid Torstenssons livregemente och slogs sedan vid artilleriet som major i Torstenssons snabba fälttåg mot Holstein och Jylland i Danmark, som ledde till den för Sverige framgångsrika freden i Brömsebro den 13 augusti 1645.
Vid återkomsten till den tyska fronten deltog Grundel i slaget vid Jankov 1645 som generaladjutant i Torstensons stab. Efter slaget utnämndes han till överstelöjtnant, och året därpå efterträdde han Conrad Mardefelt som generalkvartermästare över armén och blev senare överkommendant i Stade. Vid slaget vid Rain 1646 sårades han av en muskötkula,   men återvände till armén efter att kulan drogs ut. Efter krigets slut år 1649 blev Grundel överste för Sveriges artilleri och 1653 blev han för utmärkta förtjänster krigsråd.

## Karl X Gustavs polska krig (1655–1658)
Vid början av kung Karl X Gustavs krig mot Polen år 1655 utnämndes Grundel till generalmajor i infanteriet. 1656 utnämndes han till guvernör för Riga. Där fick han under sommaren samma år utstå en rysk belägring under tsar Aleksej Michajlovitj och dennes armé på 90 000 man. Efter ett klokt och väl genomfört försvar av Grundel tvingades tsaren efter sex veckor häva belägringen och dra sig tillbaka med stora förluster. Grundel kunde efter förstärkning rensa resten av Livland från polacker och ryssar.
År 1658 befordrades Grundel till generallöjtnant i infanteriet och blev fältmarskalken Robert Douglas' ende förtrogne i planerna att tillfångata hertigen Jakob av Kurland, och efter kuppen mot Mitau under hösten samma år lät han inkvartera den fångne hertigen i Riga.

## Generalguvernör över Ingermanland (1659–1674)
1659 utnämndes han till generalguvernör över Ingermanlands och Kexholms län, ett fögderi som tio år senare utökades till att omfatta Narva och Ingermanland. 1668 utnämndes Grundel till fältmarskalk. 1673 blev han riksråd och beordrades att ta befälet över armén i Pommern efter riksmarsken Carl Gustaf Wrangels sjukdom. Året därpå upphöjdes han till friherre med namnet Grundel-Helmfelt.

## Skånska kriget (1675–1677)
1675 tvingades Grundel-Helmfelt av sin dåliga hälsa besöka en tysk kurort och slapp därmed delta i det bekymmersamma fälttåget mot Brandenburg samma år, som slutade med förlusten vid Fehrbellin. Grundel höll på att bli tillfångatagen vid en dansk kupp, men lyckades undkomma och kom till England för att därifrån ta sig till Göteborg i april 1676. Han återvände till Stockholm för att av kung Karl XI utses bli överbefälhavare för den svenska armén i Skåne.
Grundel-Helmfelt ledde reträtten ur Skåne på sommaren 1676 och förde befälet i slaget vid Halmstad den 17 augusti samma år. Senare i december hade Grundel stor del i den avgörande segern över kung Kristian V i slaget vid Lund, vars danska armé var till antal numerärt överlägsna. Under slutstriden visade han stor humanitet i det att han stoppade den svenska massakern av danska och nederländska krigsfångar på ängarna mellan Nöbbelöv och Vallkärra, efter det att segern väl vunnits.
Den 14 juli 1677 deltog Grundel-Helmfelt i slaget vid Landskrona. Han ledde ett anfall i spetsen för den bakre träffens skvadroner, men han fick hästen skjuten under sig och hans skvadroner vräktes undan av danskarnas övermakt. Han trasslade in sig i stigbyglarna och vid hans sida dök upp en dansk löjtnant. Denne avslog hans begäran om pardon, dödade honom och plundrade hans kropp.

## Begravning
Enligt en sägen som kommer från krönikeförfattaren Sthen Jacobsen återfanns aldrig Grundel-Helmfelts kropp på slagfältet, och att ett annat lik lades i hans kista. Han begravdes i maj 1678 vid högaltaret i Storkyrkan i Stockholm.

## Eftermäle
Simon Grundel-Helmfelt har betraktats som försiktig och ekonomisk med sina truppers väl, samt som en habil artillerist som överbringade erfarenheter och traditioner från Trettioåriga krigets armé till den karolinska. Enligt den italienske diplomaten Lorenzo Magalotti gav Grundel-Helmfelt ett intryck av sunt förnuft, gott huvud och personligt mod. En gata uppkallades efter honom i mitten av 1900-talet i Landskrona.
Grundel-Helmfelt var gift med Margareta Hedwig von Parr och efterlämnade inga barn. Deras tre barn dog under en pestepidemi vid hans tjänstgöring i Riga. Han var en förmögen man och efter hans död lånade von Parr i december 1678 12 500 daler silvermynt till Stockholms stad. Tillsammans inrättade de det Helmfeltska stipendiet, en fond på 17 000 riksdaler, till förmån för studenter vid Uppsala universitet.